# وارنیک
وارنیک (به بلغاری: Varnik) یک منطقهٔ مسکونی در بلغارستان است که در شهرستان اسویلنگراد واقع شده‌است.